# 詹事府
詹事府，是唐代到清代的官署之一，主要負責東宮事務。

## 淵源
詹事之設始於秦代，為太子僚屬。至唐代設詹事府，後歷代因之。
明代詹事府，設詹事一員。少詹事二員。府丞一員。主簿一員。錄事二員。左右春坊、設大學士各一員。左右庶子各一員。左右諭德各一員。左右中允各二員。左右贊善各二員。左右司直郎各二員。司經局、設洗馬二員。校書二員。正字二員。二十九年、添設春坊左右清紀郎各一員。左右司諫各一員。通事舍人二員。
清代詹事府官多由翰林官充任，已出現翰詹合流之傾向。因清代立儲制度改革，设密匣立儲制，培育儲君向無定制，詹事府幾無職掌，逐漸只作為翰林升轉之階。

## 清代詹事府
- 順治元年(1644年)沿明制置詹事府，僅設少詹事一員，以安置降臣，清首任翰林院掌院學士胡世安即曾任此職[2]。因無職掌，故於同年十一月裁撤，併入內三院。
- 順治九年(1652年)復置詹事府，設詹事一員，少詹事一員，主簿一員，錄事二員，通事舍人二員。置左右春坊，設庶子各一員，諭德各一員，中允各二員，贊善各二員。置司經局，設洗馬一員，正字二員。此次復詹事府未設滿缺，俱以內三院漢官兼之，另外專設滿洲詹事一員以掌府事，司其印信[3]。因其時並未立儲，故詹事府「未有職掌」，形同虛設，因而於順治十五年復被裁撤，官員另行補用。
- 康熙十四年(1675年)十二月丁卯，立胤礽為皇太子，即復詹事府。升內閣侍讀學士孔郭岱、翰林院侍讀學士陳廷敬，並為詹事府詹事[4]。仿其他中央機構，設滿、漢復職，其具體設官情況如下。詹事滿、漢各一員(均正三品)；滿、漢少詹事各二員(均正四品)；滿、漢主簿各一員，滿錄事二員，漢錄事三員；滿、漢正字各二員。置左右春坊，設滿、漢庶子各一員，滿、漢諭德各二員，並設滿洲筆帖式十員(清書、漢書各五員)[3]。此後詹事府設官情況多有調整。此次詹事府之設，除滿、漢復職這一點純屬清代特色外，其職掌基本上與明代同。胤礽被廢後，其作為東宮僚屬之職能消失。

### 清代詹事府之職掌
詹事府作為東宮僚屬之職能消失後，仍與翰林院一起行使某些其他職能。具體職掌如下。詹事、少詹事可參加朝會侍班，「恭遇升殿，滿漢詹事、少詹事，皆在殿上，序於翰林院掌院學士之次」。九卿、翰詹科道集議，詹事、少詹事均可參加。詹事坐於大理寺卿之次，少詹事坐於左右通政、大理寺少卿之次。凡纂修《實錄》、《聖訓》，詹事、少詹事等官例得派充副總裁官；纂修其他書史，少詹事及坊、局官皆得選充纂修官。此外，尚有某些職掌可與翰林院互兼，如經筵講官、日講官，尚書房侍直、殿試充讀卷官等
春坊官掌記注、纂修之事。其漢員，分別兼翰林院侍讀、侍講、編修、檢討等職。司經局洗馬，掌經籍、典制、圖書刊刻收藏之事。其漢員例兼翰林院修撰銜，皆沿明制。
至乾隆五十四年(1789年)清高宗諭：「本日閱洗馬周瓊呈請代奏謝恩折內，有『補授司經局洗馬兼翰林院修撰』字樣。修撰系一甲一名進士專銜，何用假借、兼攝？朕思詹事府衙門自詹事、中允、贊善等官，亦俱兼翰林院侍讀學士、侍講學士、侍讀、侍講、編修、檢討等銜，此系相沿前明舊例。詹事等官既各有專銜，嗣後毋庸再兼翰林院虛銜，以昭核實。」，自此修撰方成一甲一名進士之專銜，編、檢亦成一甲二、三名進士及留館庶吉士之專銜。
因翰林院侍讀、侍講與修撰、編修、檢討隔品，除特擢外，論俸升轉必經詹事府之坊、局官。即修撰升洗馬，編修升中允，檢討升贊善，稱為「開坊」。開坊之制是翰詹一體之具體體現。
清詹事府署乃因前明之舊，坐落於玉河東岸，門西向。康熙間曾重新修葺。清聖祖賜御書匾額日「德業仁義」。署內有先師祠。前有老松二株，甚是奇古。京城水多苦澀，而詹事府內井水最佳，汲者甚眾，蓋可稱之為當時最為知名之一絕。

### 引用
1. ↑  大明會典卷之二百十六
2. ↑  《清史列傳》卷二十，頁6532
3. 1 2 3  《大清會典事例》卷一零五七
4. ↑  《清聖祖實錄》卷五八，頁758
5. ↑  吳長元輯《宸垣識略》卷五，頁84。